# Смаилчево
Смаилчево или Голямо Смайлчево (на турски: Büyükismailce) е село в Източна Тракия, Турция, околия Одрин, вилает Одрин.

## География
Селото се намира северозападно от Одрин близо до границата с България.

## История
В XIX век Смаилчево е българско село в Одринската кааза на Одринския вилает на Османската империя. Според „Етнография на вилаетите Адрианопол, Монастир и Салоника“, издадена в Константинопол в 1878 година и отразяваща статистиката на населението от 1873 година, Смаилчево (Kara-Ismailchi) има 17 домакинства и 40 жители мюсюлмани и 18 българи.
Според статистиката на професор Любомир Милетич в 1912 година в селото живеят 16 български екзархийски семейства или 76 души.
Българското население на Смаилчево се изселва след Междусъюзническата война в 1913 година.

## Личности
Починали в Смаилчево
- Петър Димов Узунов, български военен деец, старши подофицер, загинал през Балканската война на 27 октомври 1912 година[4]